# EMT Studiotechnik
Die EMT International GmbH, vormals Elektronik, Meß- und Tonstudiotechnik (EMT), ist ein Hersteller von professionellem Audio-Equipment mit Sitz in der Schweiz. Seit dem 1. Juli 2018 ist EMT Tontechnik, ein Geschäftsbereich der HiFiction AG, Schweiz, für das EMT Tonabnehmer-Geschäft verantwortlich. Dies beinhaltet Entwicklung, Produktion, Garantie- und Reparaturservice sowie den internationalen Vertrieb. Nur gültig für den EU-Markt: Der Vertrieb für EMT-Studio-Tonabnehmer bleibt bei EMT Studiotechnik Mahlberg, Deutschland. Die Firma EMT wurde 1940 von Wilhelm Franz als Elektromeßtechnik Wilhelm Franz KG in Berlin gegründet.

## Geschichte
Im Zweiten Weltkrieg stellte die Firma EMT in Berlin Kontroll- und Messinstrumente für die Nachrichten- und Rundfunktechnik her. Der Ingenieur Wilhelm Franz machte sich 1940 nach einer Tätigkeit (seit 1938) als stellvertretender Leiter der Messlaboratorien bei der C. Lorenz AG in Berlin selbständig. Er gründete sein „Meßtechnisches Laboratorium“ und befasst sich mit der Entwicklung von elektrischen Messgeräten, außerdem berät er verschiedene Firmen in technischen Fragen. Ab Oktober 1940 wurden in Berlin SW 68, Wilhelmstraße 131/132 Räume gemietet und der erste hauptamtliche Mitarbeiter (Oswin Thrum) eingestellt. Die Firmenbezeichnung lautet „Elektromeßtechnik Wilhelm Franz“. Der Beginn des Gewerbebetriebes ist auf den 1. Januar 1940 anzusetzen. In Einzelfertigung werden Geräte für Messungen an Schwingquarzen hergestellt. Besonders erfolgreich war das im Februar 1941 von Wilhelm Franz entwickelte militärische Einheitsmessgerät der Reichsluftwaffe mit der Bezeichnung „Prüfvoltmeter 62“ (PV 62). Im selben Monat trat sein Bruder Walter Franz als kaufmännischer Leiter in das Unternehmen ein, dieser war ebenfalls bei der C. Lorenz AG im Prüffeld beschäftigt. Die Vorarbeiten und das Anlaufen der Produktion des PV 62 stellten den Betrieb das ganze Jahr über vor eine schwierige Situation, weil der Zulieferer in Konkurs ging. Erst im Herbst 1941 konnte die Produktion des PV 62 beginnen, nachdem eine Lösung für den fehlenden Zulieferbetrieb gefunden worden war. Die Räumlichkeiten wurden stark erweitert, im Dezember 1941 hatte die Firma 30 Mitarbeiter. Das PV 62 war bis Kriegsende Haupteinnahmequelle des Unternehmens, es wurde als „kriegswichtig“ eingestuft, Wilhelm Franz wurde deshalb unabkömmlich (UK) gestellt und musste damit keinen Kriegsdienst leisten. Ab dem 1. Januar 1943 wurde das Unternehmen in eine Kommanditgesellschaft umgewandelt, die Firmenbezeichnung lautete nun „Elektromeßtechnik Wilhelm Franz KG“.
Wegen der zunehmenden alliierten Bombenangriffe auf Berlin zog das Unternehmen 1943 auf Anordnung der Behörden an den Fuß des Schwarzwalds nach Schuttertal bei Lahr und kurz danach nach Dingelsdorf am Bodensee um. Während des Krieges sind insgesamt 25.000 Messgeräte gebaut worden, vom Prüfvoltmeter PV 62 über Frequenzzeiger und Widerstandskontroller bis zu großen Normalfrequenz-Anlagen. Vor dem Zusammenbruch bei Kriegsende beschäftigte die Firma 100 Mitarbeiter; sie hatte inzwischen eine Entwicklungsabteilung mit mehreren Ingenieuren. 1945 zog das Unternehmen wieder nach Lahr in die Kaiserstraße 68 um. Im September 1945 wurde Wilhelm Franz von der französischen Besatzungsmacht als Leiter einer Forschungsstelle in Wasserburg am Bodensee dienstverpflichtet, er musste dort bis 1948 arbeiten. Die Räumlichkeiten wurden von der Besatzungsmacht beschlagnahmt, darunter auch die meisten Sachwerte. Alle Außenstände und Guthaben wurden eingefroren und gingen später verloren. Unter schwierigen Bedingungen nach einer demontagebedingten Pause nahm EMT seine Produktion ab März 1948 vorerst in notdürftigen Räumlichkeiten schrittweise wieder auf. Zunächst wurde unter Mitwirkung von Wilhelm Franz ein neues Fabrikationsprogramm mit Messeinrichtungen für die Deutsche Bundespost aufgebaut, um Verbindlichkeiten restlos zu tilgen. Es wurden Normalgeneratoren, Dämpfungszeiger und Erdungsbrücken hergestellt.
Neben der Fabrikation von Tonstudiobedarf ab 1949 entdeckte Wilhelm Franz 1950/51 mit der Konstruktion und Herstellung hochwertiger Plattenspieler für Rundfunkanstalten eine Marktlücke. 1953 wurden die beschlagnahmten Räume in der Kaiserstraße 68 in Lahr wieder frei. Die Firma zog um und hatte bessere Arbeitsbedingungen. 1956 übertrug Wilhelm Franz die Leitung im damals neu errichteten EMT-Gerätewerk Lahr an seinen Bruder Walter Franz. Bereits 1959 wurde in Wettingen bei Zürich die Schweizer Niederlassung EMT Wilhelm Franz GmbH gegründet. Das Vertriebsunternehmen sollte den Export der von Wilhelm Franz maßgeblich entwickelten Rundfunkplattenspieler, Studioeinrichtungen und Messgeräten ausweiten. Ebenfalls entstand eine Zusammenarbeit mit Willi Studer und dessen Produkten, bis 1975 war EMT der Vertriebspartner für Studer in Deutschland. Das Absatzpotential der Studio-Plattenspieler EMT 927 und 930 wurde von Wilhelm Franz bei den Rundfunkanstalten überschätzt, da diese immer mehr mit Tonbändern arbeiteten. So wurde das recht große Gerätewerk Lahr nicht ausgelastet. Im Juli 1965 erfolgte der Übernahmevertrag über das „Phonocord“ Plattenspieler- und Verstärker-Programm des Herstellers Georg A. Henke Apparatebau aus Tuttlingen. Phonocord wird damit eingetragenes Warenzeichen und Besitz des Gerätewerks Lahr. 1966 konnte Wilhelm Franz durch einen Zufall die Lizenz-Fertigung von Thorens HiFi-Plattenspielern im Gerätewerk Lahr zusätzlich übernehmen. Nach dem frühen Tod von Wilhelm Franz im Jahr 1971 wurde das Familienunternehmen von seiner Frau Hildegard Franz und dem Geschäftsführer Erich Vogl in Kippenheim bei Lahr weitergeführt, dort wurde die Straße vor dem neuen Werk nach Wilhelm Franz benannt. Die ursprüngliche Firma Elektromesstechnik Wilhelm Franz KG wurde im Jahre 1972 in FRANZ Vertriebsgesellschaft mbH., Lahr, umgewandelt und firmierte seit 1979 als EMT FRANZ GmbH.
1989 wurde die EMT an den Belgischen Konzern Barco verkauft. 2003 verkaufte Barco die EMT, inklusive der Markenrechte, an Walter Derrer, der 2007 bei einem Flugzeugunglück verstarb. Seither führt sein bisheriger Chefentwickler, Produktmanager und Marketingleiter Jules Limon die Firma. Die EMT Studiotechnik GmbH in Lahr/Mahlberg war seit 2016 ein Unternehmen der EMT International GmbH (Schweiz), welche die exklusive und weltweit eingetragene Inhaberin der Marke EMT ist. Im Zuge dieser Umstellung wurde die Produktion in die Schweiz verlagert. Ende 2018 wurde die EMT Studiotechnik GmbH als Zweigniederlassung der EMT International GmbH aufgehoben. Innerhalb der EU werden von nun an Produkte der traditionellen T-Serie von EMT Tontechnik, Mahlberg (Deutschland) vertrieben, ein Unternehmen der HiFiction AG, Schweiz.

## Historische Produkte
Bei der Entwicklung der professionellen Schallplattenspieler war nicht der Klang an sich das Thema (im Gegensatz zu den Consumer-Geräten für HiFi-Zwecke), sondern Neutralität, keinerlei Beeinflussung des Signals. Weder elektrischer Natur im bei allen Geräten seit 1955 eingebauten Entzerrer-Verstärker, noch mechanischer Natur bei der Abtastung. Die Maschinen sollten unverfälscht den Frequenzgang und die Dynamik wiedergeben, welche auf dem Tonträger Schallplatte aufgezeichnet war, quasi ein Klang wie vom Masterband bzw. abhängig von der Pressqualität und Aufnahme. Darüber hinaus musste die Wiedergabe mit einem Minimum an geometrisch bedingten Abstastverzerrungen erfolgen. Die Konstruktion musste außerdem sehr robust und zuverlässig sein, damit sie dem täglichen Dauerbetrieb beim Rundfunk bzw. den hohen Ansprüchen standhielt. Dazu war ein erheblicher elektromechanischer Aufwand notwendig und vor allem eine hohe Präzision. EMT-Plattenspieler hatten Weltruf – sie standen in zahlreichen namhaften Rundfunkanstalten, Tonstudios und Schallplattenfirmen im In- und Ausland, auch Übersee. Am meisten verbreitet war der EMT 930. Anfangs lieferte die dänische Firma Ortofon speziell für diese Geräte abgestimmte Tonarme (RF- und RMA-Serie) und Mono-Tonabnehmersysteme (O-Serie) zu, später entwickelte und konstruierte EMT diese Teile selbst. Der ab 1965 in Handarbeit gefertigte, dynamische Stereo-Tonabnehmer TSD 15 (EMT-Werksbezeichnung „Tondose“) gehörte zu den weltbesten professionellen Tonabnehmern. Dieser wird noch in der Gegenwart in verschiedenen Ausführungen hergestellt.

### EMT 927

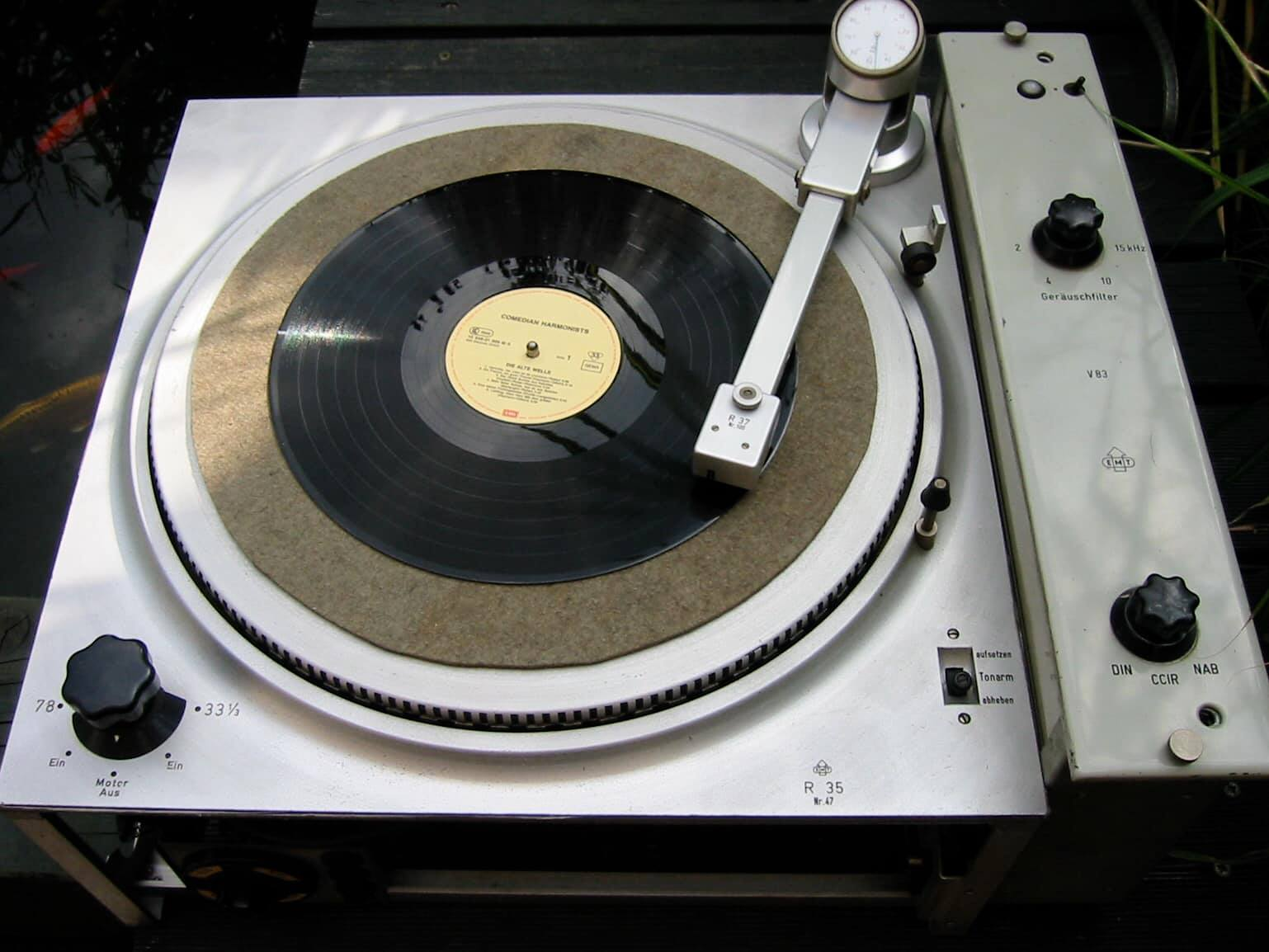
EMT R35, erster professioneller Plattenspieler von EMT, eingeführt 1950/51

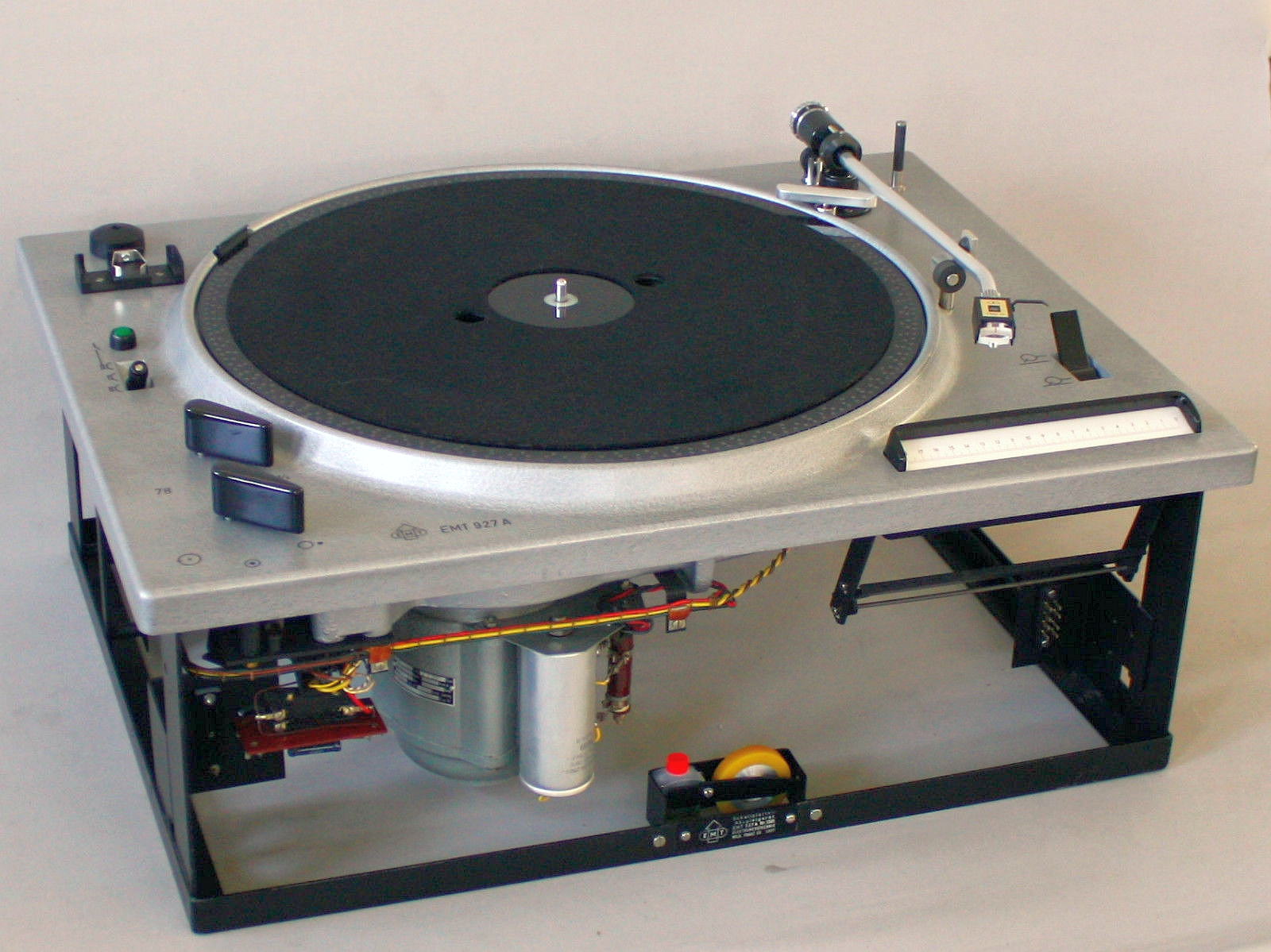
EMT 927A Bj. 1954, mit Ortofon-Tonarm RMA 297 (Stereo) und Tondose TSD 15, ohne Entzerrer-Verstärker

Nach Ende des Zweiten Weltkrieges entwarf Franz in Kooperation mit dem Institut für Rundfunktechnik in Hamburg (IRT), geleitet von Dr. Ing. Walter Kuhl (1914–1985), den EMT R35, der 1950/51 eingeführt wurde. 1952 folgte der EMT R80, welcher später Schallplatten-Abspielgerät EMT 927, auch als Große Schallplatten-Abspielmaschine EMT 927 bezeichnet wurde. Der Plattenteller mit einem Durchmesser von 44 cm und ein abtastgeometrisch passender, langer 12"-Tonarm waren ursprünglich notwendig, um zum Beispiel die damals von den alliierten Soldatensendern im Nachkriegs-Deutschland wie BFN oder AFN verwendeten 16″ (40 cm)-Azetat-Schallplatten (sogenannte Transcription discs) abspielen zu können, die komplette Sendungen enthielten. AFN strahlte noch bis 1998 Hörfunksendungen für die im westlichen Mitteleuropa stationierten US-Streitkräfte auf solchen 16"-Azetat-Schallplatten aus. Ein weiterer Punkt für den großen Plattenteller war die Schallplattenproduktion, die geschnittenen Folien und Zwischenschnitte zur Schallplattenpressung passten auf das Gerät, eine spezielle Version des EMT 927 mit sehr engen Fertigungstoleranzen (EMT 927D) war deshalb bei fast allen Schallplattenfirmen zu finden.
Der schwere Hauptplattenteller mit hoher Massenträgheit bot einen exakten Gleichlauf und wurde am Innenrand über ein in der Höhe verstellbares, am Außenrand gummiertes Zwischenrad (Reibrad) von einem stark überdimensionierten Dreiphasen-Netz-Synchronmotor mit den Drehzahlen 78, 45 und 33⅓ Umdrehungen pro Minute angetrieben, die dritte Phase erzeugte man mit einem großen Kondensator. Da man beim Rundfunk sehr kurze Hochlaufzeiten zum Start eines Musikstücks benötigt und der schwere Hauptteller aber mehrere Sekunden zum Hochfahren braucht, konstruierte man einen leichten Plattenteller aus Acrylglas dazu, der abgebremst direkt auf dem sich schon drehenden Hauptteller liegt. Dieser sogenannte Hilfsplattenteller und eine elektromagnetische Feinregelbremse dienten dazu, einen schnellen Hochlauf von knapp 0,5 Sekunden bei 33⅓ Umdrehungen pro Minute zu ermöglichen. Beim Lösen dieser Bremse wird der Hilfsplattenteller durch Friktion quasi „mitgerissen“. Die Bremse konnte auch ferngesteuert werden („Remote-Betrieb“). Eine grüne Kontroll-Lampe über dem Bremsschalter, „Pilotlampe“ genannt, signalisierte die Umschaltung auf Fernsteuerung, abgebremst. Vom Mischpult des Technikers aus konnte die Maschine nun durch Hochziehen eines Reglers gestartet werden („Faderstart“, im Regler befand sich ein Schaltkontakt). Während der Hochlaufphase war das Niederfrequenz-Signal mit Hilfe eines Relais stummgeschaltet. Dieses Relais zog beim Lösen der Bremse mit einer Verzögerung von 0,5 Sekunden an und schaltete das Niederfrequenz-Signal nebengeräuschfrei zum Ausgang durch. Das ermöglichte einen silbengenauen Start und unterdrückte gleichzeitig das unvermeidliche Hochjaulen (Hochlauf-Stummschaltung). Im äußersten Rand des Hilfsplattentellers war eine Stroboskopanzeige eingebaut, um die Geschwindigkeit mit der Feinregelbremse korrekt angleichen zu können. Gleichzeitig diente der Rand dazu, den Hilfsplattenteller von Hand bei abgesenktem Tonarm vorwärts und rückwärts so zu drehen, um die gewünschte, exakte Stelle des Musikstückes anzufahren – unter Berücksichtigung der Hochlaufzeiten („cue“).
Die dänische Firma Ortofon lieferte anfangs den Mono-Tonarm RF 297 (später in Stereo-Ausführung als RMA 297) und den ersten magnetischen Tonabnehmer zu. EMT baute ab 1974 für den 927 in der Stereoversion den 12″-Arm EMT 997 (wegen des C-förmig gebogenen Tonarmrohrs auch „Banane“ genannt). Der ab 1955 eingebaute, in Handarbeit gefertigte Entzerrer-Verstärker EMT 139 war mit speziellen rausch- und brummarmen Röhren bestückt, die benötigte Schneidkennlinie und diverse Nadelgeräuschfilter konnten rechts neben dem Tonarm mit zwei Schaltknebeln eingestellt werden. Die Verdrahtung des elektrischen Teils erfolgte in gebundenen Kabelbäumen. Durch die stabile Metallgestell-Bauweise hatte die Maschine ein Gesamtgewicht von 42 kg. Gegen Tritt-, Körperschall und akustische Rückkopplung gab es einen Absorberrahmen (Spitzname „Himmelbett“) zum Einbau in Truhen oder Tische. Turnusmäßig fielen Wartungsarbeiten an: Der Ölstand des massiven Plattentellerlagers musste mit einer speziellen Lehre überprüft und ggf. ausgeglichen werden, ebenfalls brauchte der Bremsfilz der Regelbremse immer eine leichte Schmierung, um ein Klemmen des Hilfsplattentellers zu vermeiden. Der EMT 927 war bis 1976 im EMT-Lieferprogramm, er wurde durch die neu entwickelte, direktangetriebene Schallplatten-Wiedergabe-Maschine EMT 950 abgelöst.
Die Versionen des EMT 927:
1. EMT 927: Grundausführung
2. EMT 927A: Optischer Anzeiger der genauen Position des Tonabnehmers in der Rille („Rillenfinder“)
3. EMT 927D: Eine Maschine spezieller Güte zur Verwendung in der Plattenproduktion und zu Messzwecken, ohne Hochlauf-Stummschaltung
4. EMT 927F: Maschine mit zweitem Tonarm
5. EMT 927st: Stereo-Version mit Entzerrer-Verstärker EMT 139st, später mit transistorisiertem EMT 155st

### EMT 928

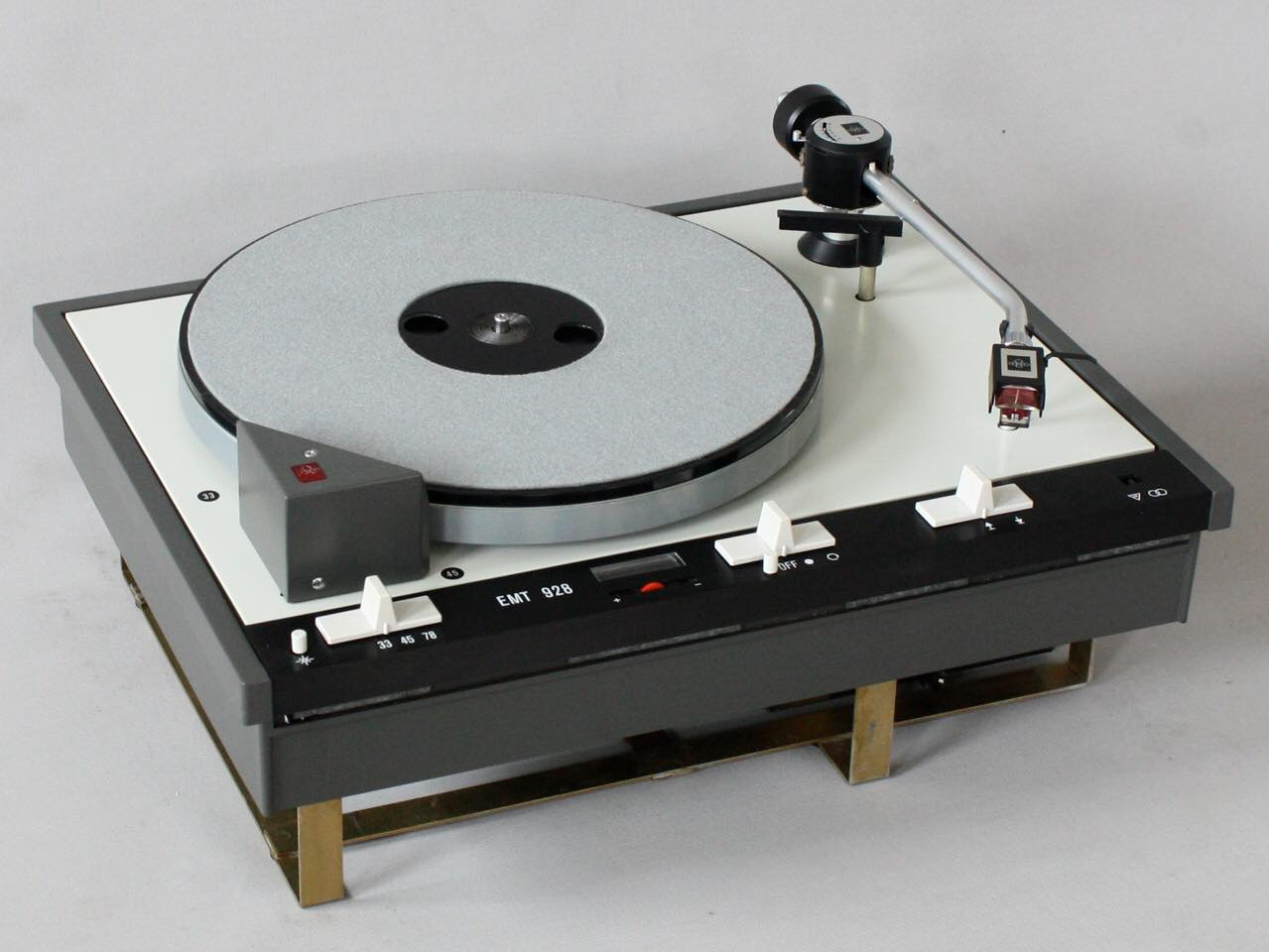
EMT 928, im EMT-Leergehäuse ein Tonabnehmer von fremdem Hersteller

Der ab 1968 gebaute EMT 928 war ein kleiner und leichter (14 kg) Studioplattenspieler mit Riemenantrieb, konzipiert für den Einsatz in Rundfunk-Musikredaktionen zur Programmgestaltung oder für den mobilen Einsatz in einem speziellen Transportgehäuse auf Veranstaltungen außerhalb des Studios, auch zur Verwendung im Ü-Wagen. Er basierte auf einem stark modifizierten Thorens TD 125 HiFi-Plattenspieler und war somit kein reines EMT-Produkt, sondern eine Gemeinschaftsentwicklung von EMT und Thorens – wie auch der spätere Diskotheken-Plattenspieler Thorens TD 524, welcher auf dem Rundfunk-Plattenspieler EMT 938 basierte. Zu dieser Zusammenarbeit kam es, weil sich beide Firmen das Entwicklungslabor des ehemaligen „Gerätewerkes Lahr“ in Kuhbach teilten.
Der Antrieb erfolgte über einen sehr kleinen Dreiphasenmotor, der von einem eigenen Generator gespeist wird. Zur Betriebssicherheit gegen Totalausfall wurde ein Doppelriemen verwendet, zusätzlich verhinderte eine Rutschkupplung auf der Motorriemenscheibe eine Überlastung der Riemen durch äußere Eingriffe. Die Drehzahlen 78, 45, und 33⅓ wurden elektronisch durch einen Regelkreis konstant gehalten. Zur Kontrolle war im Bedienfeld vorne ein Stroboskop-Fenster eingebaut, darunter befand sich ein Potentiometer zur Feinkorrektur. Während der Bremsphase (ein leichter Hilfsplattenteller wird durch einen seitlichen Stift angehalten) wurde die Geschwindigkeit leicht erhöht, um beim Öffnen der Bremse den Hilfsplattenteller schnell wieder auf die Solldrehzahl zu bringen.
Eine relaisgesteuerte Hochlauf-Stummschaltung, die das NF-Signal während der kurzen Hochlaufphase des Hilfsplattentellers abschaltete, ermöglichte wie bei den größeren Modellen einen silbengenauen Start und unterdrückte das störende Hochjaulen. Die Hochlaufzeit betrug ca. 1 Sek. bei 33⅓ Umdrehungen pro Minute. Im Gehäuse der Bremse befand sich neben der Betriebskontrollanzeige unter dem roten EMT-Logo zusätzlich eine schaltbare Lampe mit Prisma zur gezielten Tonabnehmerbeleuchtung bei schlechten Lichtverhältnissen. Im Laufe der Zeit gab es verschiedene Konstruktionen für die Bremse, die ursprüngliche Bremse hatte zwei längere Federarme, die letzte Version hatte einen Stößel mit Gummispitze, der von einem Filzring umgeben war. Das bewegliche, Thorens-typische Innenchassis aus Zinkdruckguss („Subchassis“) ruhte zur Dämpfung von Trittschall und Erschütterungen auf dem Hauptchassis aus Stahlblech mit drei pilzförmigen Gummipuffern. Diese waren in der Höhe einstellbar, um die beiden Chassis anzugleichen. Der Nachteil dieser „Federung“ war das Altern dieser Gummipuffer, die im Laufe der Zeit austrockneten, in sich zusammensanken und keine Federwirkung mehr hatten.
Im EMT 928 wurde zum ersten Mal der neu entwickelte Tonarm EMT 929 eingebaut, noch vor seiner offiziellen Einführung im Jahr 1969. Dieser wird über einen mit Silikonöl bedämpften und mit einem Bowdenzug betriebenen Lift angehoben und abgesenkt. Der EMT 928 hatte einen transistorisierten Entzerrer-Verstärker mit Pegeleinstellung und schaltbarer Schneidkennlinien-Entzerrung eingebaut. Auf Wunsch gab es zusätzliche einstellbare Höhenentzerrer zur Nachrüstung.

### EMT 930

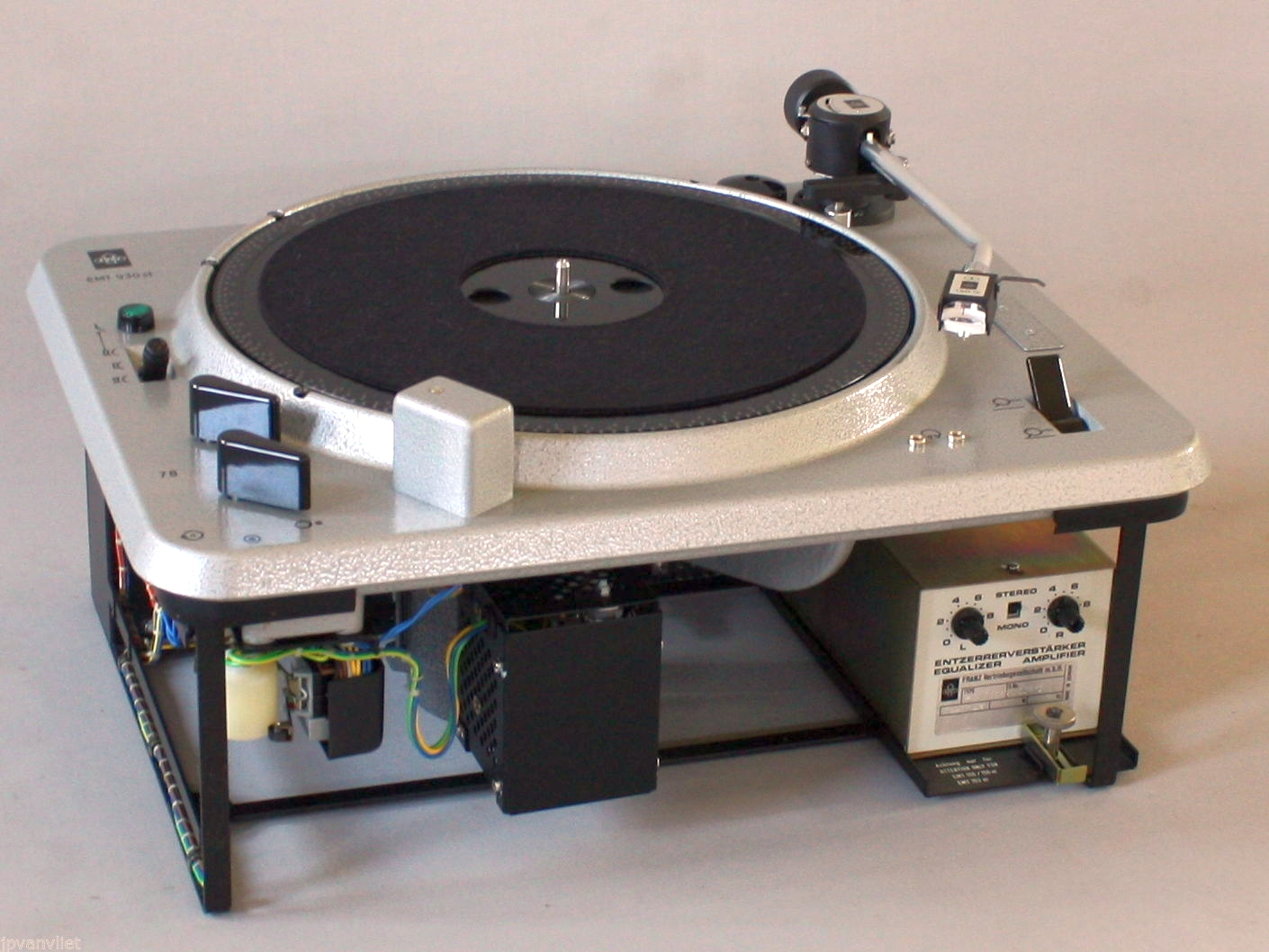
EMT 930st (Stereo) Bj. 1979, mit Entzerrer-Verstärker EMT 153st (ohne Schneidkennlinien-Umschaltung)

Im Tonträgerbereich hatte sich die 12-Zoll-Schallplatte als größtes Exemplar etabliert, der 44 cm-Plattenteller des EMT 927 war somit keine Voraussetzung für den professionellen Gebrauch bei Rundfunkanstalten, anders als in der Schallplattenindustrie. Daher entschloss man sich, neben dem EMT 927 das Schallplatten-Abspielgerät EMT 930 mit einem Plattenteller von 33 cm Durchmesser zu entwickeln, welches ab 1956 zuerst nur als Monogerät auf den Markt gebracht wurde. Es eignete sich durch seine kompaktere Größe auch für räumlich begrenzte Selbstfahrerstudios. Genau genommen handelte es sich bei dieser Maschine um eine Verkleinerung vom Schallplatten-Abspielgerät EMT 927, die Bedienungselemente auf der Chassisplatte und auch die Antriebskonstruktion waren mit denen seines „großen Bruders“ identisch. Ebenso war das äußere Erscheinungsbild sehr ähnlich, man übernahm bereits vorhandene Technik und hielt somit die Entwicklungskosten niedrig.
Wie beim Vorgänger erfolgte der Antrieb über einen selbstanlaufenden, kräftigen Drehstrommotor mit Phasenschieber. Der Motor lief netzsynchron, die dritte Phase wurde durch einen großen Kondensator erzeugt. Eine feingeschliffene Gummirolle überträgt das Drehmoment auf den Innenrand des schweren Haupttellers. Da die Gummimischung der ersten Reibräder mit der Zeit brüchig wurde, verwendete man später das langlebige Vulkollan. Durch die Höhenverstellung des Reibrads auf der dreistufigen Motorachse erfolgte die Wahl der Drehzahl. Eine Fehlbedienung (Drehzahl-Umschaltung im Wiedergabebetrieb) war nun durch eine Verriegelung der Umschaltmechanik ausgeschlossen. Zur Wahl standen 78, 45, 33⅓ oder auf besonderen Wunsch 45, 33⅓ und 16⅔ Umdrehungen pro Minute.
Der leichte Hilfsplattenteller aus Acrylglas trug am Außenrand eine mit Impulslicht durchleuchtete Stroboskopteilung, eine genaue Korrektur der Drehzahl erfolgte mit der Feinregelbremse. Diese fernsteuerbare Feinregelbremse des Hilfsplattentellers – verbunden mit einer relaisgesteuerten Stummschaltung des Hochlaufes, ermöglichte den silbengenauen Start – nach Lösen der Bremse schaltete das Relais mit 500 ms Verzögerung nebengeräuschfrei das Niederfrequenz-Signal zum Ausgang durch. Zum exakteren „cueing“ unter der Berücksichtigung der Hochlaufzeiten befanden sich auf dem Chassis im Plattentellerrand runde Marken für jede Drehzahl. Für die Tonarmbedienung waren eine fokussierte Beleuchtung des Tonabnehmers bei schlechten Lichtverhältnissen und präzise Hebe/Senkvorrichtungen vorgesehen. Zum Vorhören der Schallplatten befanden sich vorne rechts zwei Bananenbuchsen zum Anschluss eines Kopfhörers. Die Chassis-Trägerplatte bestand aus Bakelit, lackiert mit silbergrauer Hammerschlagfarbe – zur Bruchsicherheit des spröden Bakelits wurde ein Stahlrahmen integriert. Das Gesamtgewicht betrug nur noch 23 kg.
Die ersten Monogeräte waren mit dem Ortofon-Tonarm RF 229 ausgerüstet, der noch keine Antiskating-Einrichtung hatte, auf Stereoversionen kam der S-förmige Ortofon Stereo-Tonarm RMA 229 zum Einsatz. Ab 1971 wurde serienmäßig der technisch verbesserte EMT 929 geliefert. Den anfangs eingebauten Mono-Entzerrer-Verstärker EMT 139 übernahm man vom EMT 927, ein mit Röhren bestücktes Gerät. Die Schneidkennlinie und Filterfunktionen konnten wie beim EMT 927 auf der Chassisplatte rechts unter dem Tonarm eingestellt werden. 1967 löste der mit rauscharmen Transistoren bestückte Entzerrer-Verstärker EMT 155(st) das Röhrenmodell ab. Ein unbedingt notwendiges Zubehör gegen Erschütterungen, akustische Rückkopplung und Trittschall war der rundum gefederte „Absorberrahmen“ für Truhen und Studiotische, weil das Chassis ansonsten keinerlei mechanische Dämpfung vorwies. Ab Mitte der 1960er Jahre strahlten die Rundfunkanstalten in Deutschland zunehmend Stereoprogramme auf ihren UKW-Senderketten aus, es wurden deshalb immer mehr Stereoausführungen bestellt und teilweise vorhandene Monoversionen in den Studios umgebaut. Das Gerät wurde in hohen Stückzahlen hergestellt und international verkauft. Der Preis des EMT 930st (Stereoversion) lag 1983 mit Tonabnehmer TSD 15 bei DM 6.727,- laut EMT-Preisliste. Im selben Jahr stellte man die Produktion des EMT 930 nach 27 Jahren ein, EMT hatte nur noch die direktangetriebenen Modelle im Lieferprogramm.

### EMT 940

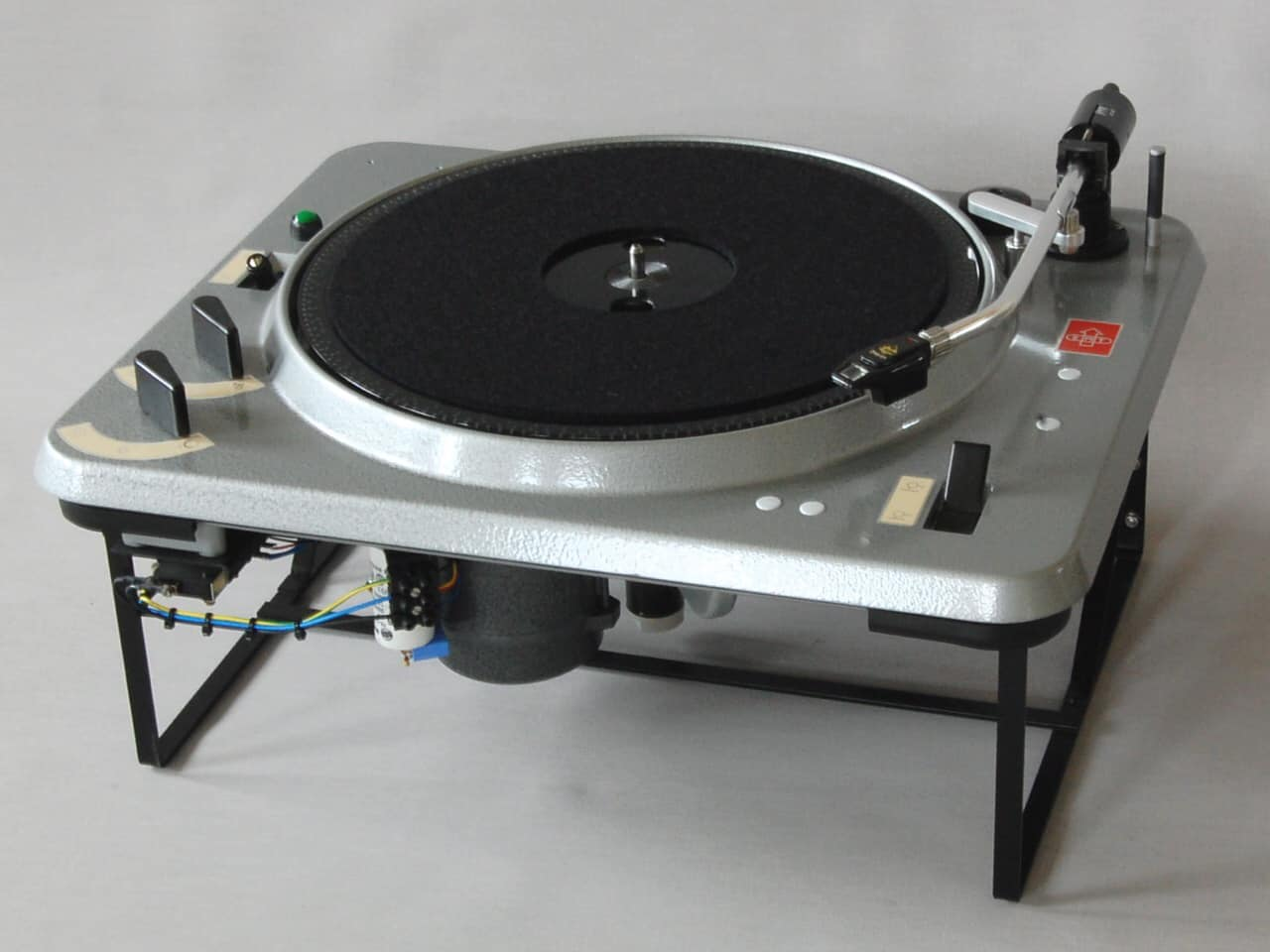
EMT 940E mit elektromagnetischer Bremse, Ortofon-Tonarm RF 229 und Tonabnehmer EMT/Ortofon OFD 25 (O-Serie)

In einer sehr kleinen Stückzahl wurde ab 1960 der EMT 940 Studio-Plattenspieler in Monoausführung gebaut. Er war im Prinzip ein Sondermodell und taucht in kaum einer Historie auf. Der größte Unterschied zum EMT 930 sind vier statt bisher drei Geschwindigkeiten: 78, 45, 33⅓ und 16⅔ Umdrehungen pro Minute, erreicht durch eine vierstufige Antriebswelle auf der Motorachse und einer zusätzlichen Schaltstufe des Reibrads, somit wurden alle Drehzahlen abgedeckt. Der Antrieb war ansonsten baugleich mit dem EMT 930.
Der EMT 940 war insgesamt technisch einfacher ausgestattet, eine Art Sparversion, welche auf die nötigste technische Grundausstattung eines professionellen Studio-Plattenspielers begrenzt war, bei reduziertem Preis. Auf dem Chassis war keine Gerätebezeichnung sichtbar, nur auf dem Typenschild. Das bei diesem Modell rote EMT-Logo und die Kennzeichnungen der Bedienungselemente waren nicht auf der in hammerschlaggrau lackierten Bakelit-Chassisträgerplatte aufgedruckt, sondern befanden sich auf hauchdünnen Aluminiumplättchen bzw. -streifen, die aufgeklebt wurden. Das Gerät hatte serienmäßig keinen Entzerrer-Verstärker eingebaut, dieser musste für eine Betriebsfähigkeit im Studio nachgerüstet werden, ebenfalls entfiel die bei schlechten Lichtverhältnissen wichtige Tonabnehmer-Beleuchtung, sowie der Kopfhöreranschluss zum direkten Vorhören der Schallplatte.
Beim EMT 940 wurden zwei verschiedene Bremsentypen für den Acrylglas-Hilfsplattenteller verwendet, eine elektromagnetische Feinregelbremse (Gerätebezeichnung EMT 940E) oder eine einfachere, rein mechanische Bremse – diese war nicht vom Techniker fernsteuerbar, optisch erkennbar am nur zweistufigen Kippschalter für die Bremse und fehlender Pilotlampe bzw. stattdessen war eine Blindabdeckung eingesetzt. Beim Basismodell mit rein mechanischer Bremse fiel auch die relaisgesteuerte Hochlauf-Stummschaltung für einen silbengenauen Start innerhalb eines Musikstückes weg. Cue-Markierungen auf dem Chassis am Plattentellerrand waren bei beiden Bremsentypen nicht vorhanden.
Der EMT 940 war mit dem Ortofon-Tonarm RF 229 (Mono) ausgerüstet, dieser hatte noch keine Antiskating-Einrichtung. Als Tonabnehmer waren die Ortofon-Mono-Systeme OFS/OFD 25/65 für Normal- und Mikrorillen lieferbar. Man nahm das Modell schon ab Ende 1961 wieder aus dem Lieferprogramm, es erwies sich als Flop. Schallplatten mit 16⅔ min−1 waren in Europa nur wenig verbreitet, sie enthielten in der Hauptsache Sprachaufnahmen (z. B. Hörspiele und Sprachkurse). Das Gerät war im Vergleich zum EMT 930 technisch zu spärlich ausgestattet, die Nachfrage war deshalb bei den meisten Rundfunkanstalten, welche bekanntlich an das Equipment höchste Ansprüche stellten, äußerst gering – man griff auf den EMT 930 zurück, der auf Wunsch auch mit der Drehzahl 16⅔ min−1 lieferbar war.

### EMT 950

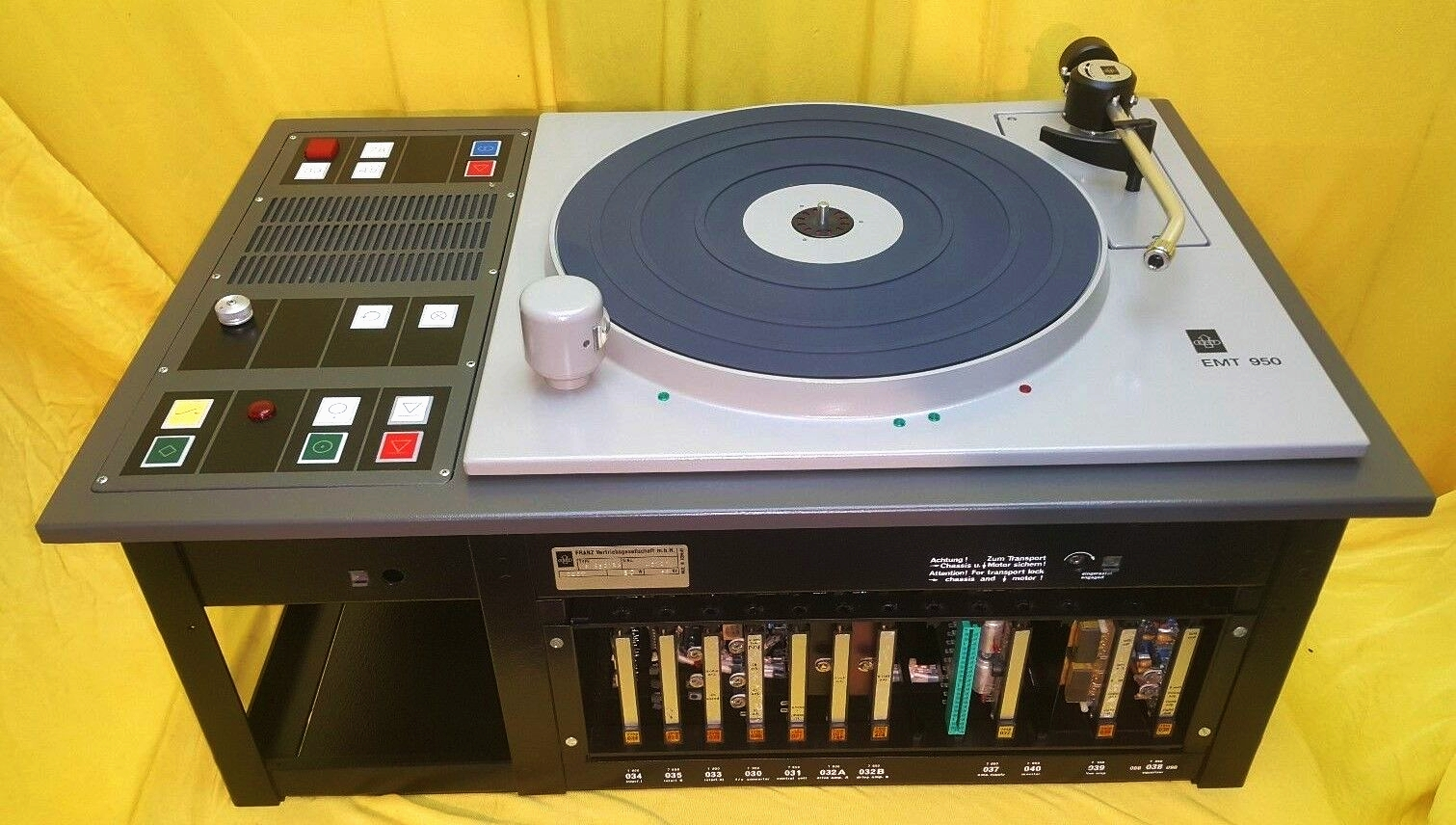
EMT 950 Schallplatten-Wiedergabe-Maschine

Durch die zunehmende Anzahl an Sendungen bzw. speziellen Hörfunkwellen mit internationaler Popmusik und Hitparaden direkt vom Tonträger Schallplatte, gegen Ende der 1960er Jahre dem musikalischen Zeitgeist aus Großbritannien und den USA folgend, entstand bei den Rundfunkanstalten allgemein ein größerer Bedarf an professionellen Plattenspielern. Nach umfangreichen Forschungsarbeiten in Richtung Direktantrieb ab Anfang der 1970er Jahre wurde bis 1976 die Schallplatten-Wiedergabe-Maschine EMT 950 (Werksbezeichnung) zur Marktreife entwickelt und 1977 vorgestellt. Sie stand an der Spitze des EMT Studio-Plattenspielerprogramms und löste das bisherige, reibradgetriebene Top-Modell EMT 927 ab.
Die Besonderheit der Konstruktion des EMT 950 ist die direkte Ankopplung eines nur 200 Gramm leichten Plattentellers aus glasfaserverstärktem, verripptem Epoxidharz an einen großen und kräftigen, tachogeregelten Gleichstrommotor, dessen Kommutierung durch Hallköpfe gesteuert wird. Eine optoelektronische Drehzahlregelung zur präzisen Erzeugung der Tachofrequenz sorgt für geringste Gleichlaufschwankungen, die Messwerte lagen unterhalb der Werte der DIN-Testschallplatte. Die Solldrehzahl von 33⅓ 1/min wird innerhalb von 150 Millisekunden erreicht, ein Hilfsplattenteller war nicht mehr notwendig. Diese Kombination erlaubt Start und Stopp des Plattentellers, ohne dass eine zusätzliche Bremse dazu notwendig ist. Die dennoch verbaute und von einem Ringmagnet angesteuerte Scheibenbremse dient lediglich dazu, bei Erreichen der Drehzahl 0 den leichten Plattenteller in seiner Position zu fixieren, ein manuelles Drehen („cue“) ist durch eine Ruhereibung besser möglich. Die Chassisplatte bestand aus Grauguss und lag mit allen vier Ecken auf speziellen Schwingungselementen, die es in horizontaler und vertikaler Richtung gegen Trittschall und Erschütterungen schützten, ein externer Absorberrahmen wie beim EMT 927 wurde nicht mehr gebraucht.
Im Vergleich zu seinem Vorgänger, der ein sehr puristisches Gerät mit überwiegend Mechanik und kaum Elektronik war, wurde der EMT 950 förmlich mit Elektronik vollgestopft, die sich auf insgesamt elf Steckkarten befand. Alles war über großflächige und beleuchtete Tasten steuerbar: Start/Stopp, Tonarmlift, die Geschwindigkeiten, Rückwärtslauf, mono/stereo, Tonabnehmerbeleuchtung und die Umschaltung Lokal- oder Remotebetrieb. Die Umschaltung 33/45 kann über einen versenkbaren Puck vom Mittelloch der Platte abhängig gemacht werden. Der Tonarm (EMT 929) wurde über einen motorisierten Lift mit definierter Geschwindigkeit angehoben und abgesenkt, so dass eine größtmögliche Schonung für Schallplatte und Tonabnehmer gegeben war. Die Hochlauf-Stummschaltung wurde via Elektronik von der Drehzahl abhängig gesteuert, sie erlaubte den silbengenauen Start ohne Hochjaulen an einer beliebigen Stelle der Schallplatte – das Niederfrequenz-Signal wurde erst beim Erreichen den Solldrehzahl zu den Leitungsverstärkern durchgeschaltet. Der Mono-Vorhörzweig war getrennt aufgebaut, dieser muss von der Stummschaltung der Modulationswege ausgeschlossen sein. Der Start war fernsteuerbar vom Mischpultregler aus („Faderstart“). Auch war es möglich, durch den Anschluss über ein Interface an einen Prozessrechner sämtliche Funktionen der Maschine im Sendebetrieb automatisch zu steuern.
Die Maschine wurde in zwei Versionen angeboten: Als schmale Tischversion mit den Tastenfeldern vor dem Plattenteller ohne Vorhörfeld (EMT 950 E) und die breite Version mit den Bedienfeldern links vom Plattenteller mit Vorhörfeld und andere Optionen auf Wunsch, preislich lagen beide Ausführungen in der Grundausstattung auf gleicher Ebene. Der EMT 950 wurde in der Basisausführung als Einbauchassis für vorhandene Truhen geliefert. Es brauchten jedoch nur zwei Seitenteile zusammen mit zwei Abdeckblenden vorne und hinten montiert werden, um eine komplette Truhe entstehen zu lassen. 1983 kostete das Basismodell mit der „Tondose“ TSD 15 DM 9.699,- laut EMT-Preisliste.

### EMT 948

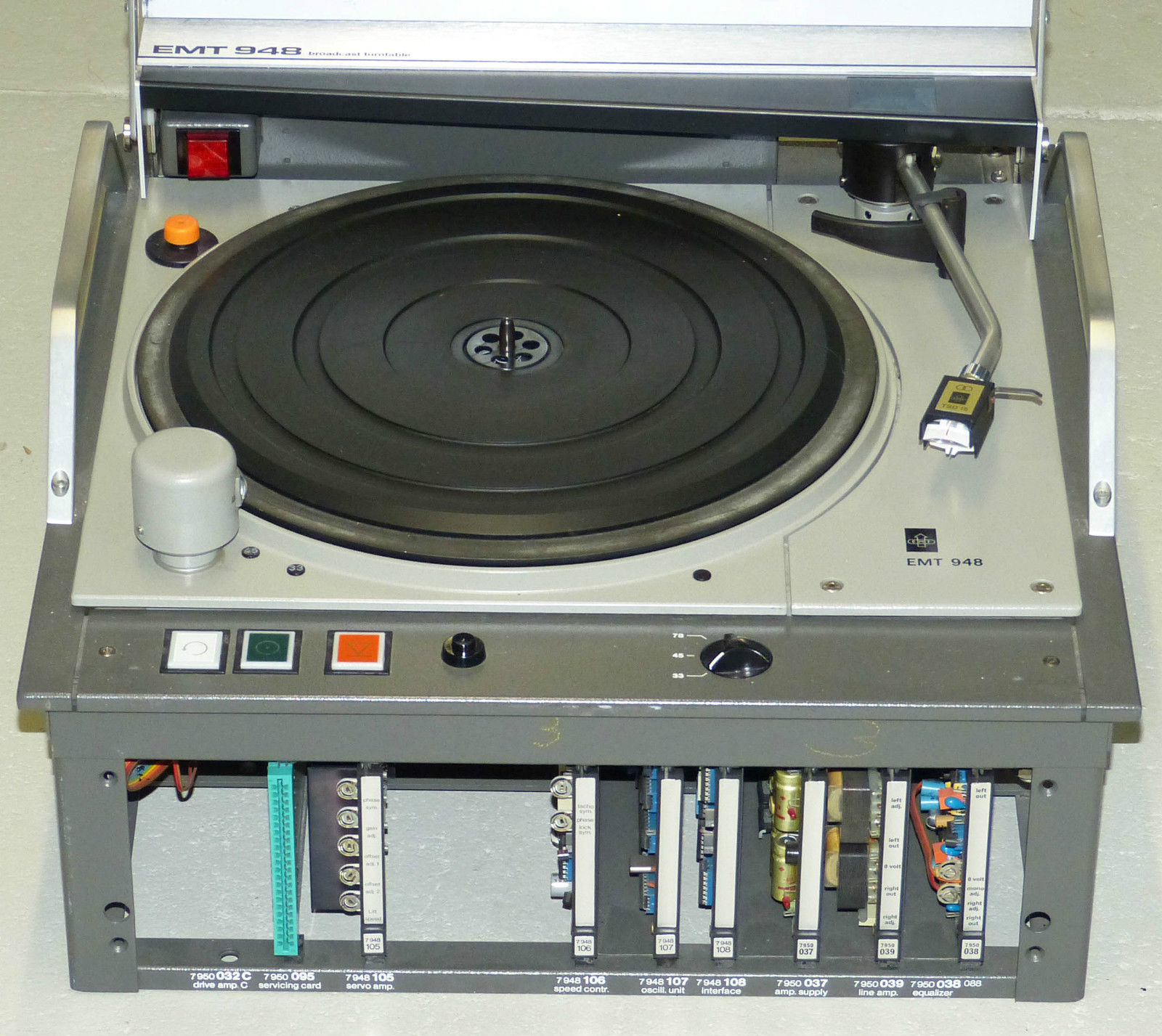
EMT 948 Stations-Plattenspieler

Um auch den Anforderungen nach einem kleineren Gerät mit weniger Platzbedarf gerade für Selbstfahrerstudios gerecht werden zu können, wurde 1979 ein neues Modell eingeführt, das auf den Prinzipien des EMT 950 aufbaute: der EMT 948 Stations-Plattenspieler. Er war ebenfalls direktangetrieben, war aber weniger hoch und kompakter gebaut – vor allem der Motor wurde wesentlich flacher konstruiert. Die Audiotechnik wurde vom EMT 950 übernommen.
Der Direktantrieb erfolgte durch einen Gleichstrommotor mit hohem Antriebsmoment, der durch einen präzisen, magnetischen Tachogenerator phasengenau geregelt war und eine mit Hallgeneratoren gesteuerte Kommutierung hatte. Der 200 Gramm leichte Plattenteller aus speziellem, dunkelgrau lackiertem Aluminium (kein Epoxidharz wie beim EMT 950) war starr an den Rotor angekoppelt. Die gesamte Elektronik war wie beim EMT 950 auf Steckkarten (jedoch nur 7 Stück) verteilt, sodass notwendige Justierungen oder Reparaturen schnell und unkompliziert durchgeführt werden konnten. Zwei stabile Tragegriffe schützten nicht nur den Tonarm, sie vereinfachten auch den Service und man konnte das Gerät z. B. mobil in einem Ü-Wagen einsetzen.
Das verwindungssteife Schwingchassis aus Grauguss hatte eine durchdachte Federaufhängung gegen einen Ruck beim schnellen Anfahren, Erschütterungen, Trittschall und akustische Rückkopplung – externe Absorberrahmen wie bei den Modellen EMT 927 und EMT 930 waren nicht mehr notwendig. Um auch bei schlechten Lichtverhältnissen arbeiten zu können, wurde unter der Abdeckhaubenhalterung eine Kleinstleistungs-Kaltlichtröhre montiert, ebenso war eine fokussierte Tonabnehmerbeleuchtung vorhanden. Für den Anwender war eine Ablage für die Schallplattenhülle bei aufgeklappter Abdeckhaube angebracht, während die Platten gespielt wurden. Der EMT 948 hatte die gleichen großflächigen Kurzhubtasten mit Beleuchtung zur leichten Bedienung wie der EMT 950, die gleichen Geschwindigkeiten und die Möglichkeit des Rückwärtsfahrens mit halber Drehzahl, um den genauen Anfang eines Titels genau und schnell zu ermitteln. Der EMT 948 konnte vom Mischpultregler aus gestartet werden („Faderstart“). Er besaß wie schon der EMT 950 zum silbengenauen Start einer bestimmten Musikstelle eine elektronische, von der Drehzahl abhängige Hochlauf-Stummschaltung, die das beim Anfahren unvermeidliche Jaulen unterdrückte. Die Hochlaufzeit betrug ca. 200 Millisekunden bei 33 1⁄3 min−1 und 20 °C. Als Tonarm kam wie schon bei den anderen Modellen der EMT 929 zum Einsatz. Das Gerät war zum Einbau in Konsolen oder Tische vorgesehen, eine Einbautruhe aus Stahlblech gab es als Zubehör. Der Neupreis für den EMT 948 mit Tonabnehmer „Tondose TSD 15“ lag 1983 laut EMT-Preisliste bei 6.047 DM.

### EMT 938

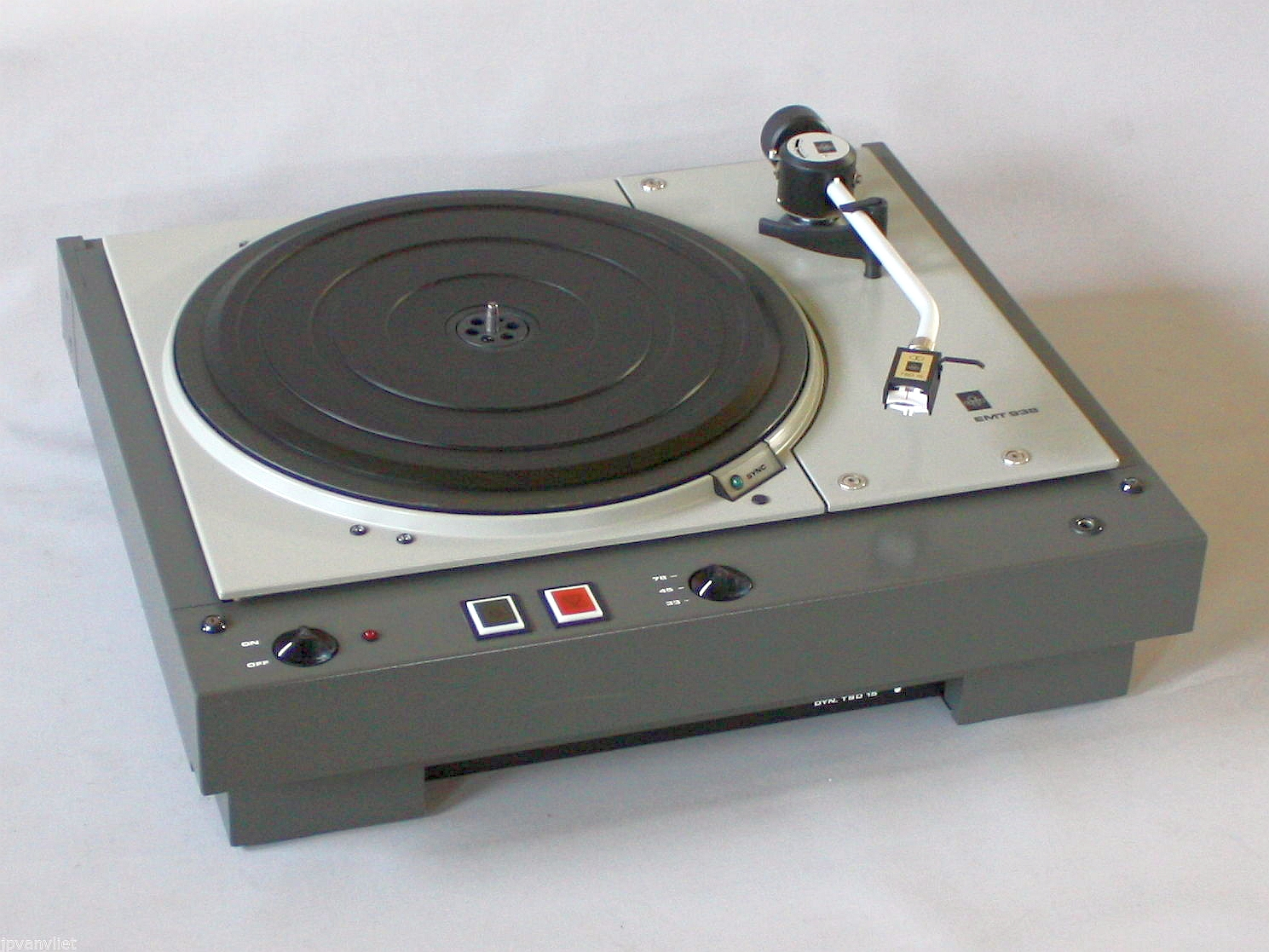
EMT 938 Rundfunk-Plattenspieler

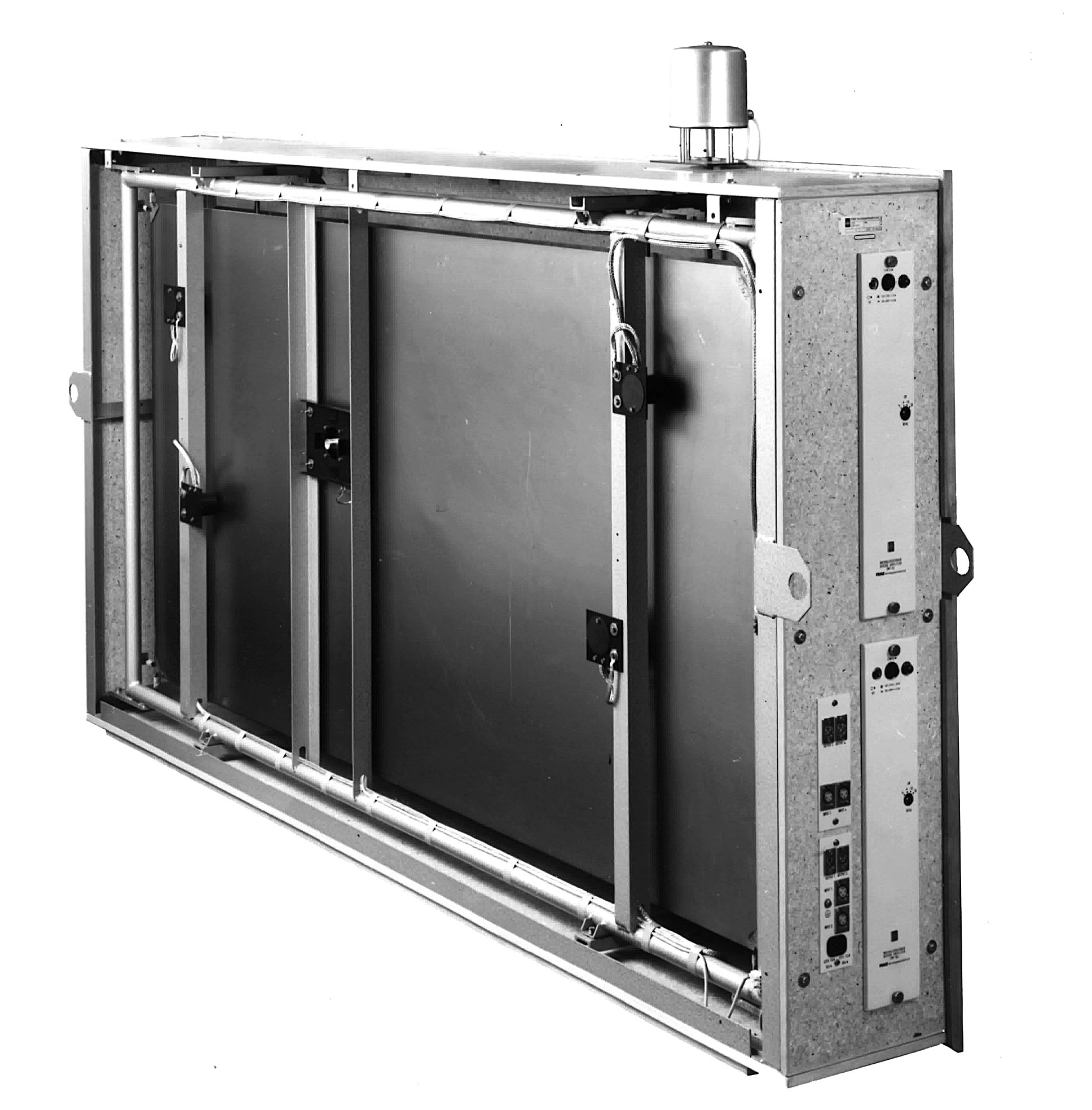
EMT 140 Nachhallplatte

Im März 1982 wurde ein noch einfacherer, kompakter Plattenspieler entwickelt und 1983 vorgestellt: Der EMT 938 Rundfunk-Plattenspieler. Der Direktantrieb war mit dem seines „großen Bruders“, dem EMT 948 identisch, ebenso die Schwingchassis-Aufhängung und der Tonarm EMT 929. Der Grundgedanke bei der Entwicklung des EMT 938 war die ständig größer werdende Anzahl Privatsender zu dieser Zeit mit immer kleinerem Budget. Erforderlich war ein Profi-Plattenspieler zum attraktiven Preis, der trotzdem eine sendetauglich hohe Qualität bei der Wiedergabe erreichte. Bereits vorhandene Technik konnte übernommen werden, so sparte man Entwicklungskosten.
Die Elektronik wurde insgesamt vereinfacht, eine Rückfahrtaste war nicht vorgesehen. Wichtige professionelle Features wie die elektronische, drehzahlabhängige Hochlauf-Stummschaltung zum silbengenauen Schnellstart ohne Hochjaulen und der Reglerfernstart (Faderstart) vom Mischpult aus waren wie beim größeren Modell vorhanden. Der EMT 938 hatte keine Steckkarten mehr, um das Gerät in der Höhe flach zu halten, das sparte Einbauplatz in kleineren Studios. Der Rundfunk-Plattenspieler wurde wie ein HiFi-Consumergerät in einer Holzzarge geliefert, RAL-dunkelgrau lackiert und robust ausgeführt, das Gerät konnte damit freistehend betrieben werden. Zum schnellen Einbau in Tische und Truhen zusammen mit der Zarge gab es sogenannte „Z-Winkel“ und Rand-Abdeckblenden. Als Neuheit befand sich am Plattentellerrand rechts eine grüne LED, mit „SYNC“ bezeichnet, die auch bei späteren EMT 948 eingebaut wurde. Sie signalisierte das Erreichen der quarzsynchronisierten Solldrehzahl.
Die Elektronikbaugruppen waren zu Servicezwecken an der Unterseite nach Abnahme eines Abschirmblechs zugänglich – zwei Platinen waren übereinander montiert. Eine davon enthielt die Audioelektronik, auf der zweiten befand sich die Motorsteuerung. Beide waren zu Reparaturzwecken nach unten klappbar und mit Steckverbindungen ausgestattet, für einen schnellen Austausch bei evtl. Störungen. Zur Stromversorgung wurde ein streuarmer, abgeschirmter Ringkerntransformator verwendet. Als Zubehör war eine Tonabnehmer-Beleuchtung zur sicheren Handhabung bei schlechten Lichtverhältnissen erhältlich, ferner gab es eine klappbare Abdeckhaube aus getöntem Plexiglas zum Schutz vor Staub. Für den Standbetrieb war eine Stahlblech-Konsole mit eingebautem Cue-Lautsprecher und -Verstärker lieferbar, der Anschluss erfolgte über die Fernbedienungs-Steckbuchse des Plattenspielers.
Eine beinahe baugleiche Version für den Einsatz in Diskotheken wurde von Thorens angeboten, der DJ-Plattenspieler TD 524. Dieser war wie schon früher der EMT 928 eine Gemeinschaftsentwicklung von EMT und Thorens im Labor des ehemaligen „Gerätewerkes Lahr“ – er konnte entweder mit einem Thorens-Tonarm (TP 16L) oder dem EMT 929 versehen werden und er hatte einen für DJ-Abspielgeräte notwendigen Drehregler zur stufenlosen Drehzahlanpassung über einen Bereich von ± 15 % bei 33 und 45 („Pitch Control“). Zur Kontrolle der Geschwindigkeit befand sich am rechten Plattentellerrand ein LED-Leuchtstroboskop statt der SYNC-LED. Das Bedienfeld war im Gegensatz zum EMT 938 insgesamt abweichend gestaltet.
Das Grundmodell des EMT 938 wurde ohne „Tondose“ TSD 15 und ohne Vorverstärker für Moving-Coil-Tonabnehmer geliefert (dieser musste bei Verwendung einer TSD 15 mit zwei Steckplatinen nachgerüstet werden). EMT bot auch leere Tonabnehmergehäuse mit der für die Tondose typischen Rillenlupe an, um beliebige Systeme mit 1⁄2-Zoll-Schaubbefestigung einzubauen. Der Preis dieses Grundmodells betrug ca. 3.500 DM, es war somit auch für viele kleinere Privatsender noch in einem gerade erschwinglichen Rahmen.
Mit dem EMT 938 als letztes entwickeltes Modell ging die Herstellung von professionellen Studio-Plattenspielern im Hause EMT zu Ende, ein zentrales Standbein des Unternehmens brach weg. Bedingt durch den Siegeszug der Compact Disc beim Rundfunk zeichneten sich im Laufe der 1980er Jahre immer größere Absatzschwierigkeiten von Studio-Plattenspielern ab. Zwar konzentrierte man sich nun auf die Entwicklung und Produktion von professionellen CD-Abspielgeräten, konnte jedoch mit diesen nicht mehr an die vergangenen großen Studio-Plattenspieler-Erfolge anknüpfen, mit denen EMT an der Spitze des Weltmarktes stand.
Einige Rundfunksender besitzen heute (2017) noch einzelne EMT-Plattenspieler zur Digitalisierung von Archiv-Aufnahmen oder für Sondersendungen von Schallplatten.
Die EMT-Studioplattenspieler sind inzwischen seit Jahrzehnten bei audiophilen Schallplatten-Liebhabern sozusagen das „Non plus ultra“ in Richtung Qualität und haben in der Gegenwart einen Kultstatus erreicht. Gut gepflegte Geräte erreichen Verkaufswerte teilweise weit über dem Neupreis. Ein generalüberholter EMT 927 erzielt Spitzenwerte bis ca. € 40.000. In Japan, China, Südkorea und Taiwan erfreuen sich die Geräte schon länger einer großen Beliebtheit.

### EMT 140
1957 führte EMT die auf einer Entwicklung von Dr. Ing. Walter Kuhl vom Institut für Rundfunktechnik (IRT) in Hamburg aufbauenden Nachhallplatteneinheit (Plate Reverb) EMT 140 ein, bei dem über einen Transducer Schwingungen in einem Metallblech ausgelöst werden. Die 170 kg schwere Halleinheit mit dem Format von etwa einer Tischtennisplatte galt für Jahrzehnte weltweit als Studiostandard in Sachen Hallerzeugung. Das Gerät wurde ein großer Erfolg und kam beispielsweise bei Aufnahmen der Beatles in den Abbey Road Studios zum Einsatz; das Gerät wurde zudem ausgiebig bei den Aufnahmen für Pink Floyds The Dark Side of the Moon eingesetzt und bildete den Grundstein für EMTs Stellung als Anbieter von Halllösungen für die Musikindustrie. Im Laufe der Produktionszeit gab es diverse technische Verbesserungen (EMT 140 TS für Stereo-Hall, EMT 140 Q für Quadrophonie). EMT-Hallplatten waren die Referenz für künstlich erzeugten, sehr natürlich klingenden Hall. Heute bietet praktisch jede Hallemulationssoftware eine „Plate Reverb“-Funktion an; der EMT 140-Hall existiert als Software Emulations Plug-In von Universal Audio weiter.

### EMT 240

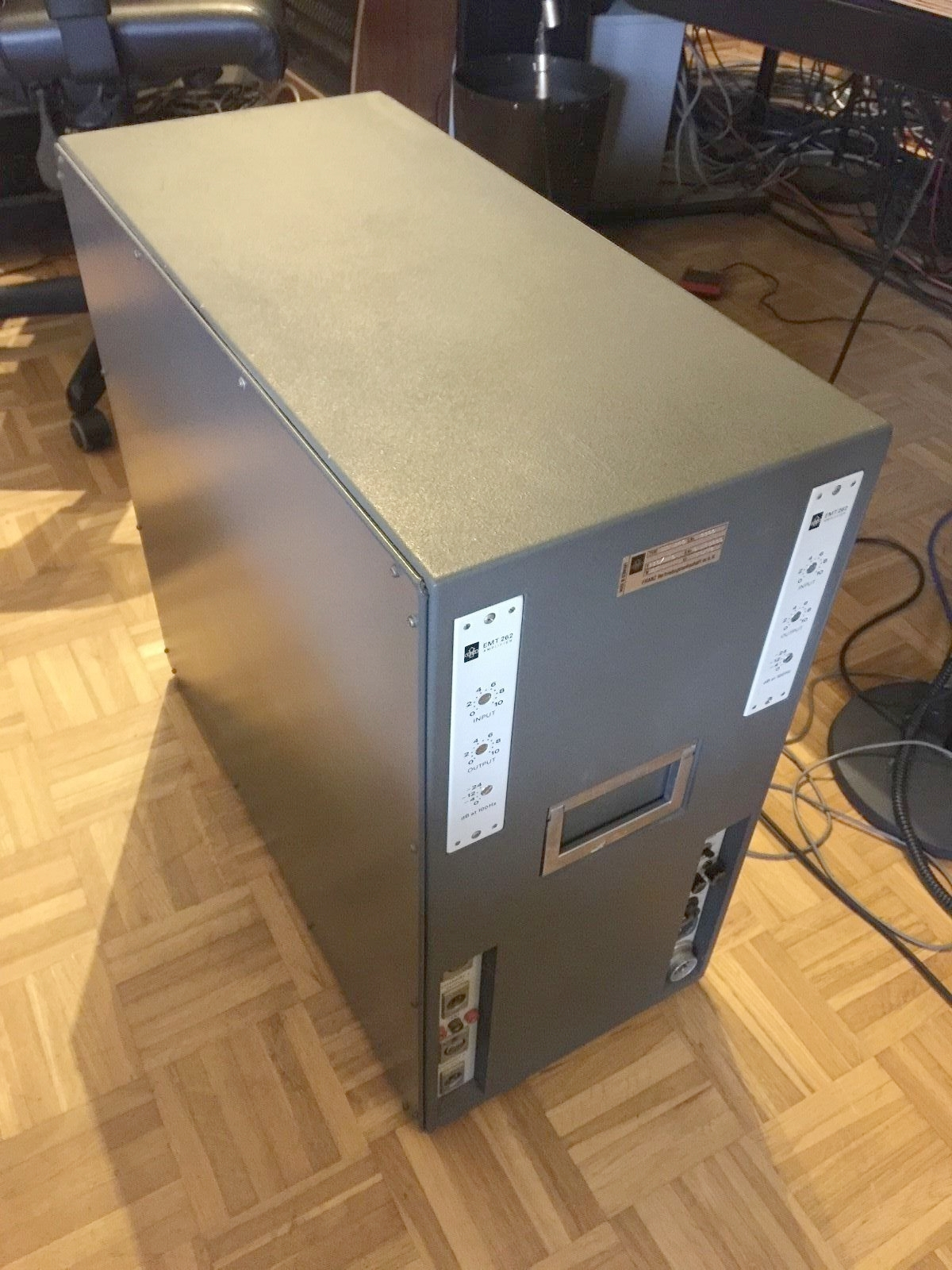
EMT 240 Goldfolienhall

Gegen Ende der 1960er Jahre entstand der Wunsch nach einer kompakten Halleinheit, die man zum Beispiel auch im Übertragungswagen einsetzen konnte – bei vergleichbarer Audioqualität wie die EMT 140. 1971 entwickelte das Team um Walter Kuhl die elektro-mechanische Nachhallplatteneinheit EMT 240. Da Federsysteme (Spring Reverb) sich nicht für einen natürlich klingenden Raumhall eignen und die Zeit für rein elektronische Hallerzeugung damals noch längst nicht reif war, entschied sich das Entwicklerteam für eine Verbesserung des bewährten Plattenkonzepts. Das Herzstück war eine 300 mm × 300 mm große und 0,018 mm (18 µm) starke, galvanisch produzierte Folie mit spezieller, 24-karätiger Goldauflage statt einer großen, schweren Stahlplatte. Diese war mechanisch umfangreich aufgehängt und montiert. Sie befand sich zusammen mit der Elektronik in einem akustisch bedämpften Stahlgehäuse mit zwei Tragegriffen für den mobilen Einsatz. Als Aufsprech-Wandler dienten zwei winzige Piezo-Systeme, welche direkt auf die Folie geklebt sind. Um das Schwingungsverhalten der Folie nicht zu beeinträchtigen, verfügen sie über hauchfeine Anschlussdrähte und kleine Gegengewichte auf der anderen Folienseite. Als Wiedergabe-Wandler wurden zwei Tauchspulensysteme verwendet. Sie ähneln denen eines dynamischen Mikrofons, besitzen allerdings einen wesentlich kleineren Spulendurchmesser. Die Halldauer steuerte man mit Hilfe von einem kleinen, sehr vibrationsarmen Elektromotor, indem eine Dämpfungseinheit der Hallfolie genähert bzw. entfernt wurde. Das Gerät war von den Abmessungen 640 mm × 620 mm × 300 mm und einem Gewicht von 60 kg bedeutend kleiner und auch leichter als die EMT 140, mit akustisch sehr ähnlichen Eigenschaften in der Natürlichkeit des Nachhalls. Die EMT 240 war unempfindlich gegen Mikrofonie und äußere Erschütterungen wie Trittschall etc. Um diese große Unempfindlichkeit gegenüber Luft- und Körperschall zu erreichen, war einiger technischer Aufwand notwendig – so sind Folie und Spannrahmen zusätzlich zum äußeren, stabilen Stahlblechgehäuse in einem separaten, luftdichten Stahlblechbehälter eingeschlossen und dort mit vier Federn befestigt. Dieser Behälter ist an weiteren Federn schwingend im äußeren Stahlblechgehäuse aufgehängt. Im mobilen Einsatz kann die EMT 240 außer mit Netzspannung auch mit 24 Volt Gleichspannung via Autobatterie betrieben werden. Das Gerät ist vom Mischpult aus für den Techniker fernsteuerbar. Diese Halleinheit wird umgangssprachlich als „Goldfolie“ bezeichnet, sie wurde bis 1983 gebaut, der damalige Neupreis betrug DM 14.322.- lt. EMT-Preisliste. Diverse Tonstudios verwenden die EMT 240 noch bis in die Gegenwart.

### EMT 250

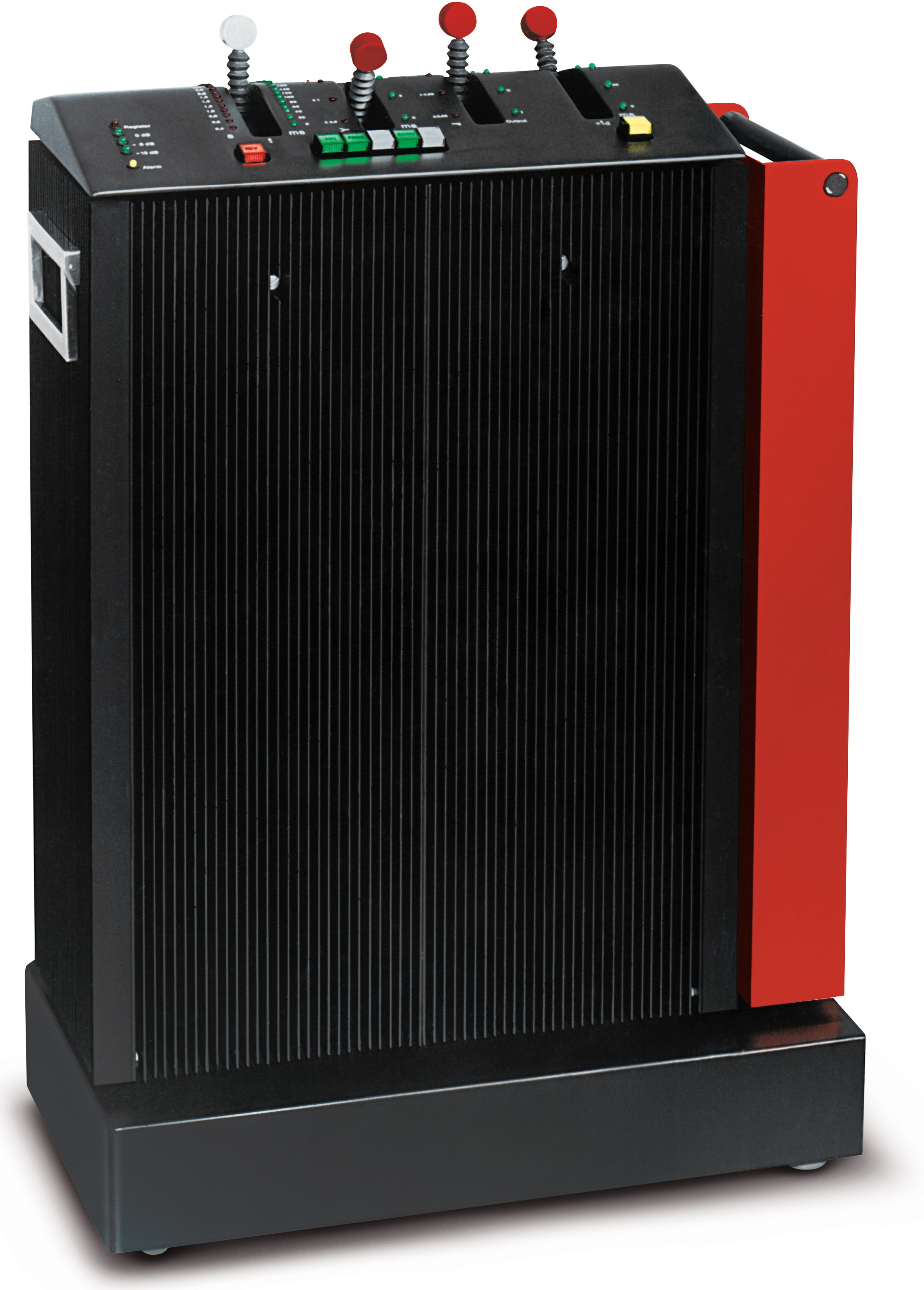
Mobiles Hallgerät EMT 250

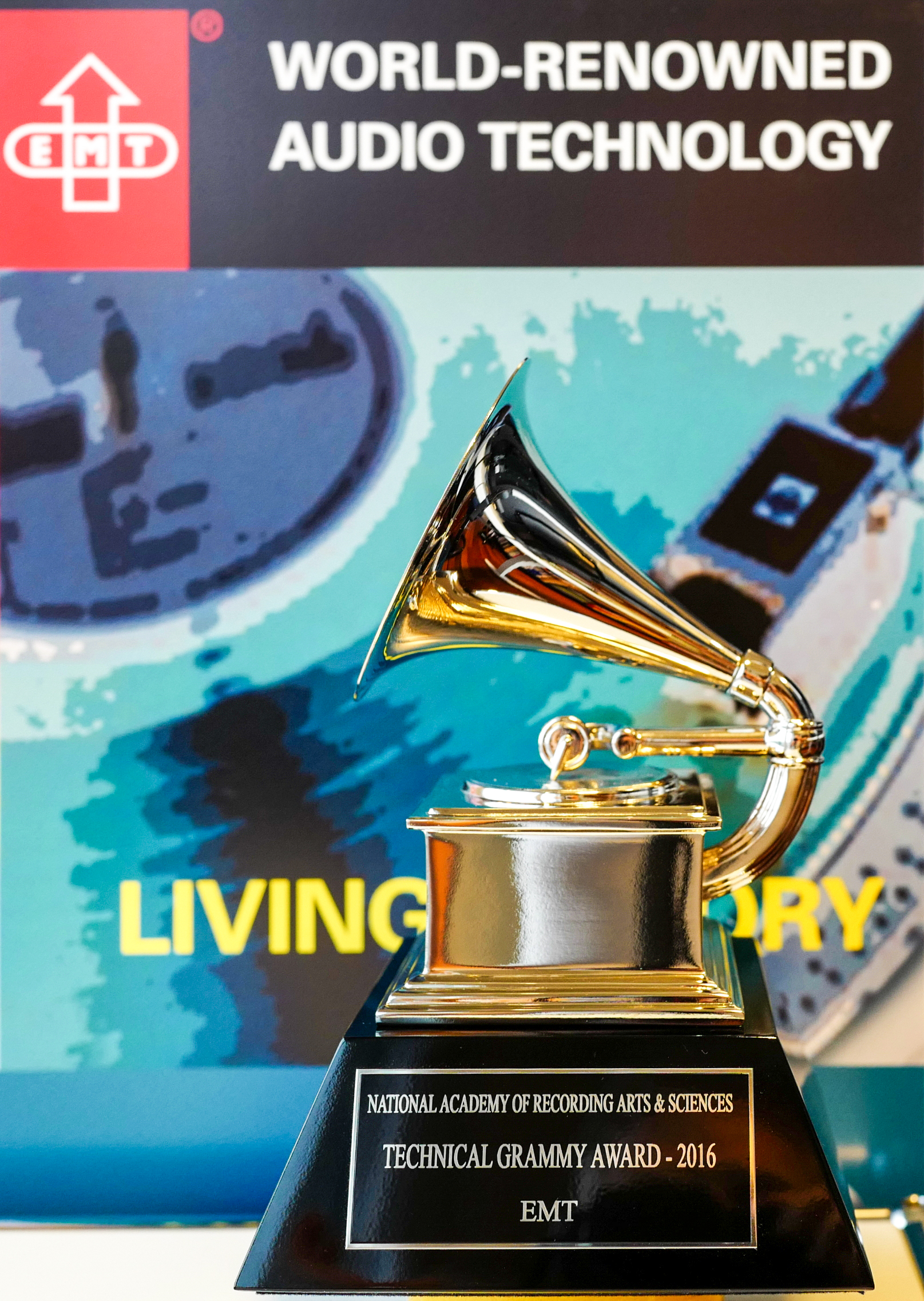
Technical Grammy Award

Das mobile, rein auf Elektronik basierende Hallgerät ohne mechanische Hallplatte oder -folie EMT 250 wurde ab Herbst 1976 nach Vorgaben des damaligen EMT-Geschäftsführers Erich Vogl konstruiert und im Gerätewerk Lahr hergestellt. Es etablierte bei seinem Debüt in den amerikanischen Westcoast-Audiolabs, wie bei Universal Audio den Standard für Echo- und Klangqualität, der auch heute noch weltweit unter Toningenieuren als Referenz gilt. Grundlage hierfür bildet ein digitaler Algorithmus, der schon in analoger Zeit von MIT-Professor Barry Blesser und Karl Otto Bäder, technischen Direktor der Firma EMT, für das Hallgerät EMT 250 entwickelt und patentiert worden ist. Die dazu passende Elektronikhardware und IC-Technologie war eine Gemeinschafts-Entwicklung von Dynatron, USA/Ralph Zaorski und EMT.
Das unverwechselbare Design des mobilen Hallgerätes EMT 250 stammt vom Industriedesigner Peter Bermes aus Freiburg im Breisgau. Er hat für EMT ebenfalls die EMT-LED-Studiouhr und den Studio-CD-Player EMT 980 entworfen. Die primären Designkriterien für das mobile Hallgerät EMT 250 betrafen zum einen die enorme Hitzeentwicklung der ICs und zum anderen die Informationsdichte des Bedienfelds.
Die Lösung von Peter Bermes für den Umgang mit der Hitzeentwicklung war die Aufteilung und Unterbringung von 'kalten' und 'heißen' Elektronik-Komponenten in drei räumlich voneinander getrennte Gehäuseelemente. Diese sind auf einem gemeinsamen Lüftersockel angeordnet, wobei alle ICs in einem senkrechten U-förmigen Schacht zusammengefasst wurden, um wie in einer Art Kamin durch den aufsteigenden Luftstrom aus dem Lüftersockel gekühlt zu werden.
Das schwarze Hauptplatinengehäuse erhielt rundum Kühlkörper, mit denen die Wärme nach außen abgeleitet wird, während das U-Profil eine Lochblechabdeckung und eine rote Epoxyd-Beschichtung erhielt, die nach Vorgabe des Designers gleichzeitig als Indikator für hohe Temperaturen sowie als Designelement dienen sollte.
Für die Informationsdichte des Bedienfeldes kreierte Industrie-Designer Peter Bermes die Pultform der Bedienkonsole. In Kombination mit den vertikal zu verschiebenden Bedienhebeln ermöglichte dies eine Skalenspreizung. Das ursprüngliche Konzept der EMT-Ingenieure sah vor, dass alle wesentlichen Drehschalter zentral auf horizontalen Skalen angeordnet sein sollten. Die vorgesehenen 270°-Skalen mit dem zur Bedienung notwendigen Skalenradius hätten auf der an der Geräteoberseite zur Verfügung stehenden Fläche – aufgrund der zur Hitzeableitung notwendigen Gehäuseelemente stark geschrumpft – keinen Platz gefunden.
Analog zu den linearen Skalen wurden alle Potentiometer bzw. Drehregler vertikal unter der pultförmigen Bedienkonsole montiert, wodurch aufgrund des vergrößerten Abstands zur Skalenachse relativ lange Bedienhebel entstanden, die optisch einerseits durch Achsscheiben verkürzt wurden, welche in V-förmigen Schächten laufen und andererseits durch kleine Gummibälge, die unterhalb der drei roten und einem weißen gerändelten Rändelknopf sitzen. Diese Bedienhebel prägen die Gesamterscheinung des Gerätes.
Das EMT 250 wurde insgesamt 250-mal gebaut. Der VK-Preis lag ursprünglich bei 20.000 $. Die gebauten Geräte sind fast alle noch in Betrieb. Sie werden von der US-amerikanischen Firma Studio Electronics/David Kulka, Burbank CA gewartet oder restauriert.
Die Summe aus legendärer Tonqualität und ikonografischem Design des EMT 250 hat nicht nur zu Spitznamen wie R2D2 oder Space Heater geführt, sondern 2007 zur Aufnahme in die ewige Bestenliste der TEC Hall of Fame.

## Technical Grammy Award
Die US-amerikanische Recording Academy vergibt neben den „Grammys“ auch den Technical Grammy Award. Damit werden Personen und Unternehmen geehrt, die einen erheblichen Beitrag zur Weiterentwicklung der Technik im Bereich Aufzeichnung und Musikproduktion geleistet haben. Das Unternehmen EMT erhielt den Preis im Jahr 2016.